# Eurocerus sinuatus
Eurocerus sinuatus är en insektsart som beskrevs av Metcalf 1945. Eurocerus sinuatus ingår i släktet Eurocerus och familjen Flatidae. Inga underarter finns listade i Catalogue of Life.